# 52-es busz (Kecskemét)
A kecskeméti 52-es jelzésű autóbusz a Noszlopy Gáspár park és Matkó között közlekedett. A viszonylatot a DAKK Dél-alföldi Közlekedési Központ üzemeltette. Pótlására reggelente a 32-es busz szolgálja ki Matkót.

## Története
- 2004. december 31-ig: Viszonylatszám nélkül, Kecskemét–Matkó viszonylatként közlekedett.
- 2005. január 1. – 2008. február 29.: 52-es jelzéssel közlekedett a Noszlopy Gáspár park és Matkó között gyorsjáratként. Jellemzően 1 db Ikarus 263 járt rajta.
- 2008. március 1-jétől: Az autóbuszok minden, az útvonalat érintő megállóban megállnak.
- 2013. január 1-jétől: Az autóbuszt 4 járat kivételével megszüntették, maradt a reggeli csúcs 4 járata.

## Útvonala
| Noszlopy Gáspár park - Matkó:                                                                             | Noszlopy Gáspár park - Matkó:                                                    | Noszlopy Gáspár park - Matkó: |
| --- | -------------------------------------------------------------------------------- | ----------------------------- |
| - Noszlopy Gáspár park - Bethlen körút - Rákóczi út - Piaristák tere - Dobó István körút - Batthyány utca | - Halasi út (felüljáró) - Halasi út - 54. sz. főút - Matkó, Fő utca - Matkó, vá. |                               |

## Megállóhelyei
| sz. | megállóhely neve             | menetidő (perc) | távolság (km) | átszállási kapcsolatok                                              | intézmények                                                                    |
| --- | ---------------------------- | --------------- | ------------- | ------------------------------------------------------------------- | ------------------------------------------------------------------------------ |
| 0   | Noszlopy Gáspár park         | 0               | 0,0           | 1, 2D, 7, 7C, 15, 19, 21, 22, 25, 32, 54 VOLÁN, Kecskemét           |                                                                                |
| 1   | Városi Mozi                  | 2               | 0,5           | 1, 2D, 4, 4A, 4C, 7, 7C, 12, 18, 23, 32                             |                                                                                |
| 2   | Technika Háza                | 3               | 0,8           | 1, 2D, 4, 4A, 4C, 7, 7C, 12, 18, 23, 32                             | Technika Háza                                                                  |
| 3   | Piaristák tere               | 5               | 1,1           | 1, 2D, 7, 7C, 9, 15, 16, 19, 32 VOLÁN (Ballószög, Helvécia felé)    | Megyei Könyvtár Tanítóképző kollégium, Piarista Gimnázium, SZTK Rendelőintézet |
| 4   | Rávágy tér                   | 8               | 2,7           | 2, 2A, 2D, 6, 28 Volán (Baja, Bugac, Kiskunfélegyháza, Szeged felé) |                                                                                |
| 5   | BAUMAX                       | 9               | 3,0           | 2, 2A, 2D                                                           | Baumax                                                                         |
| 6   | Agroker                      | 11              | 3,6           | 32                                                                  |                                                                                |
| 7   | Belsőballószög               | 13              | 4,6           | 32                                                                  |                                                                                |
| 8   | Bodri kereszt                | 15              | 6,6           | 32                                                                  |                                                                                |
| 9   | Kerekes tanya                | 16              | 8,7           | 32                                                                  |                                                                                |
| 10  | 7-es km kő                   | 18              | 10,3          |                                                                     |                                                                                |
| 11  | Törökfái, vasúti megállóhely | 19              | 11,6          |                                                                     |                                                                                |
| 12  | Horváth tanya (54. sz. főút) | 21              | 12,3          | 32                                                                  |                                                                                |
| 12  | Erdőalja dűlő                | 23              | 13,0          | 32                                                                  |                                                                                |
| 12  | Golovics tanya               | 24              | 14,3          | 32                                                                  |                                                                                |
| 13  | Matkó, vá.                   | 25              | 15,1          | 32                                                                  |                                                                                |